# Sommet de Londres sur l'Ukraine
Le sommet de Londres sur l'Ukraine est un sommet international convoqué par le premier ministre britannique Keir Starmer le 2 mars 2025 à Londres. Le sommet a pour but la rédaction d'un plan de paix dans le cadre du conflit russo-ukrainien. Il prend place deux jours seulement après la rencontre Trump-Zelensky de 2025 à la Maison Blanche à Washington.
Il réunit les chefs d'état de 18 pays et de 2 organisations, l'OTAN et l'Union européenne.

## Contexte
Le 28 février 2025, Donald Trump et Volodymyr Zelensky ont participé à une réunion bilatérale télévisée dans le Bureau ovale de la Maison-Blanche à Washington, DC trois ans après les débuts de l'invasion de l'Ukraine par la Russie et quelques semaines après le début de la seconde présidence de Donald Trump. La réunion s'est terminée abruptement sans la signature d'un accord sur les ressources minérales entre l'Ukraine et les États-Unis,, après que Trump et le vice-président américain J. D. Vance ont critiqué Zelensky, couvrant parfois sa voix et l'interrompant, pendant la réunion. L’administration Trump a finalement demandé à Zelensky de partir de la Maison-Blanche, mettant ainsi fin aux négociations.
Le 1er mars 2025, le président tchèque Petr Pavel appelle sur les réseaux sociaux à la formation d'une coalition pour mettre fin à l'invasion russe de l'Ukraine.

## Objectifs
D'après Starmer, l'objectif est de mettre en place, à moyen terme, un plan de paix et de créer une coalition of the willing (« coalition des volontaires ») pour le défendre dont les principaux objectifs sont les suivants :
- Engagement au maintien du flux d'aides militaires à l'Ukraine
- Augmentation de la pression économique sur la Russie
- Renforcement des capacités militaires défensives de l'Ukraine
- Développement d'une « coalition des volontaires » composées de plusieurs nations prêtes à défendre les termes de tout accord de paix

## Participants
| Pays        | Représentant        | Titre                            |
| ----------- | ------------------- | -------------------------------- |
| Allemagne   | Olaf Scholz         | Chancelier                       |
| Canada      | Justin Trudeau      | Premier ministre                 |
| Danemark    | Mette Frederiksen   | Premier ministre                 |
| Espagne     | Pedro Sánchez       | Premier ministre                 |
| Finlande    | Alexander Stubb     | Président                        |
| France      | Emmanuel Macron     | Président                        |
| Italie      | Giorgia Meloni      | Premier ministre                 |
| Norvège     | Jonas Gahr Støre    | Premier ministre                 |
| Pays-Bas    | Dick Schoof         | Premier ministre                 |
| Pologne     | Donald Tusk         | Premier ministre                 |
| Royaume-Uni | Keir Starmer (hôte) | Premier ministre                 |
| Roumanie    | Ilie Bolojan        | Président par intérim            |
| Suède       | Ulf Kristersson     | Premier ministre                 |
| Tchéquie    | Petr Fiala          | Premier ministre                 |
| Turquie     | Hakan Fidan         | Ministre des affaires étrangères |
| Ukraine     | Volodymyr Zelensky  | Président                        |

Les deux organisations suivantes sont aussi représentées :
| Organisation     | Représentant                       | Titre                                                               |
| ---------------- | ---------------------------------- | ------------------------------------------------------------------- |
| OTAN             | Mark Rutte                         | Secrétaire général de l'OTAN                                        |
| Union européenne | António Costa Ursula von der Leyen | Président du Conseil européen Président de la Commission européenne |